# Симетрична група
Симетрична група је група коју чине све пермутације неког скупа од n елемената. Операција групе је надовезивање трансформација описаних њеним елементима. Неутрал групе је пермутација која не мења положај елемената или идентитет, обележаван и са id. Сама група се означава са Sn.
Симетричну групу S чини n! (n-факторијел) елемената. Ове групе за n > 2 нису комутативне.